# 모레라 정리
복소해석학에서 모레라 정리(-定理, 영어: Morera's theorem)는 단일 연결 열린집합에 정의된 복소 연속 함수에 대하여, 정칙 함수와 경로 무관성이 동치라는 정리이다.

## 정의
모레라 정리에 따르면, 연결 열린집합 {\displaystyle D\subseteq \mathbb {C} }에 정의된 연속 함수 {\displaystyle f\colon D\to \mathbb {C} }에 대하여, 다음 두 조건이 서로 동치이다.
- {\displaystyle f}는 정칙 함수이다.
- 임의의 조각마다 {\displaystyle {\mathcal {C}}^{1}} 닫힌 곡선 {\displaystyle \gamma \colon [a,b]\to D}에 대하여, {\displaystyle \int _{\gamma }f(z)\mathrm {d} z=0}
- 임의의 삼각형 열린집합 {\displaystyle T\subseteq D}에 대하여, {\displaystyle \int _{\partial T}f(z)\mathrm {d} z=0}

특히, {\displaystyle D}가 단일 연결 열린집합이라면, {\displaystyle f}가 정칙 함수인 것과 경로 적분이 경로에 의존하지 않는 것은 동치이다.

## 증명
코시 적분 정리에 의하여, 후자가 전자를 함의하는 것을 보이는 것으로 족하다.:91-92
임의의 {\displaystyle w_{0}\in D}를 취하자. 그렇다면, {\displaystyle f}가 어떤 볼록 열린 근방 {\displaystyle w_{0}\in {\tilde {D}}\subseteq D}에서 정칙 함수임을 보이는 것으로 족하다. ({\displaystyle {\tilde {D}}}는 볼록 집합이므로 단일 연결 집합이다.)
함수 {\displaystyle F\colon {\tilde {D}}\to \mathbb {C} }를
{\displaystyle F(w)=\int _{[w_{0},w]}f(z)\mathrm {d} z\qquad \forall w\in {\tilde {D}}}
와 같이 정의하자. 여기서 {\displaystyle [w_{0},w]\subseteq {\tilde {D}}}는 {\displaystyle w_{0}}와 {\displaystyle w} 사이의 닫힌 선분이다. 그렇다면, 임의의 {\displaystyle w\in {\tilde {D}}}에 대하여, 다음이 성립한다.
{\displaystyle {\begin{aligned}\lim _{w'\to w}{\frac {F(w')-F(w)}{w'-w}}&=\lim _{w'\to w}\int _{[w,w']}{\frac {f(z)}{w'-w}}\mathrm {d} z\\&=\lim _{w'\to w}\int _{0}^{1}f(w+t(w'-w))\mathrm {d} t\\&=f(w)\end{aligned}}}
즉, 임의의 {\displaystyle w\in {\tilde {D}}}에 대하여, {\displaystyle F'(w)=f(w)}이다. 따라서 {\displaystyle F}는 {\displaystyle {\tilde {D}}}에서 정칙 함수이며, 그 도함수 {\displaystyle f} 역시 {\displaystyle {\tilde {D}}}에서 정칙 함수이다.

## 따름정리
모레라 정리는 일부 함수들이 정칙 함수라는 것을 증명하는 데 사용된다.

### 콤팩트 수렴 정칙 함수열의 극한의 정칙성
연결 열린집합 {\displaystyle D\subseteq \mathbb {C} }에 정의된 정칙 함수열 {\displaystyle f_{n}\colon D\to \mathbb {C} }가 함수 {\displaystyle f\colon D\to \mathbb {C} }로 콤팩트 수렴한다고 하자. 그렇다면, {\displaystyle f} 역시 정칙 함수이다.
임의의 {\displaystyle z_{0}\in D}를 취하고, {\displaystyle 0<r<d(z_{0},\partial D)}를 취하자. 그렇다면, {\displaystyle {\bar {\operatorname {B} }}(z_{0},r)\subseteq D}이며, 이는 콤팩트 집합이므로, {\displaystyle f_{n}}은 {\displaystyle {\bar {\operatorname {B} }}(z_{0},r)}에서 {\displaystyle f}로 균등 수렴한다. 따라서, {\displaystyle f}는 {\displaystyle {\bar {\operatorname {B} }}(z_{0},r)}에서 연속 함수이며, 임의의 조각마다 {\displaystyle {\mathcal {C}}^{1}} 닫힌 곡선 {\displaystyle \gamma \colon [a,b]\to {\bar {\operatorname {B} }}(z_{0},r)}에 대하여, 
{\displaystyle \int _{\gamma }f(z)\mathrm {d} z=\lim _{n\to \infty }\int _{\gamma }f_{n}(z)\mathrm {d} z=0}
이다. 모든 삼각형은 조각마다 {\displaystyle {\mathcal {C}}^{1}} 닫힌 곡선이므로, 모레라 정리에 의하여, {\displaystyle f}는 {\displaystyle {\bar {\operatorname {B} }}(z_{0},r)}에서 정칙 함수이다.

### 리만 제타 함수의 정칙성
리만 제타 함수 {\displaystyle \zeta }는
{\displaystyle D=\{s\in \mathbb {C} \colon \operatorname {Re} s>1\}}
에서 다음과 같이 정의된다.
{\displaystyle \zeta (s)=\sum _{n=1}^{\infty }{\frac {1}{n^{s}}}\qquad \forall s\in D}
이 급수는 바이어슈트라스 M-판정법에 따라 {\displaystyle D}에서 콤팩트 수렴하며, 각 {\displaystyle s\mapsto 1/n^{s}}는 정칙 함수이므로, 임의의 조각마다 {\displaystyle {\mathcal {C}}^{1}} 곡선 {\displaystyle \gamma \colon [a,b]\to D}에 대하여,
{\displaystyle \int _{\gamma }\zeta (s)\mathrm {d} s=\sum _{n=1}^{\infty }\int _{\gamma }{\frac {1}{n^{s}}}\mathrm {d} s=0}
이다. 모레라 정리에 의하여, {\displaystyle \zeta }는 {\displaystyle D}에서 정칙 함수이다.

### 감마 함수의 정칙성
감마 함수 {\displaystyle \Gamma }는
{\displaystyle D=\{s\in \mathbb {C} \colon \operatorname {Re} s>0\}}
에서 다음과 같이 정의된다.
{\displaystyle \Gamma (s)=\int _{0}^{\infty }x^{s-1}e^{-x}\mathrm {d} x}
각 {\displaystyle s\mapsto x^{s-1}}는 정칙 함수이다. 따라서, 푸비니 정리에 의하여, 임의의 조각마다 {\displaystyle {\mathcal {C}}^{1}} 곡선 {\displaystyle \gamma \colon [a,b]\to D}에 대하여,
{\displaystyle \int _{\gamma }\Gamma (s)\mathrm {d} s=\int _{0}^{\infty }e^{-x}\mathrm {d} x\int _{\gamma }x^{s-1}\mathrm {d} s=0}
이다. 모레라 정리에 의하여, {\displaystyle \Gamma }는 {\displaystyle D}에서 정칙 함수이다.

## 같이 보기
- 코시-리만 방정식
- 유수 (복소해석학)
- 미타그레플레르 정리